# 鹿の王
『鹿の王』（しかのおう）は上橋菜穂子による日本のファンタジー小説。KADOKAWAより2014年9月に単行本（上・下巻）、2019年3月に外伝的作品『鹿の王 水底の橋』がそれぞれ刊行された。角川文庫、角川つばさ文庫（共にKADOKAWA）より文庫版もそれぞれ刊行されている。
2015年度の本屋大賞と日本医療小説大賞をダブル受賞した。2022年2月にはアニメーション映画『鹿の王 ユナと約束の旅』が公開された。同月時点でのシリーズ累計部数は250万部以上。

## あらすじ
小説版のあらすじ。劇場版アニメのあらすじは当該項目を参照。

### 上巻
この物語は2人の男を中心としてストーリーが展開されていく。
一人は、飛鹿（ピュイカ）と呼ばれる鹿を操り、故郷を守るために戦った独角（どっかく）という集団の頭だったヴァン。しかし現在は戦いに敗れ、地下のアカファ岩塩鉱で働かされていた。ある晩、謎の獣が岩塩鉱を襲撃し人々を次々と噛んでいった。その後、岩塩鉱で謎の病が流行しヴァンだけが生き残った。彼は侵入した家の竃の中からもう一人の生き残った女児を見つけ、ユナと名づけて一緒に生きることになる。
もう一人の主人公は東乎瑠（ツオル）帝国の医術師ホッサル。病の原因究明のため岩塩鉱を訪れたが、そこで脱走防止の足枷がひとつ外れているのが見つかり、ヴァンの脱走が発覚。それと同時に、噛まれても病にかからない人間がいる事を知る。この一件でホッサルの従者であるマコウカンは生き延びたヴァンを捜索することになる。また、この病がかつてオタワル王国を滅ぼした黒狼熱（ミッツァル）ではないかとホッサルは疑いはじめる。
病に関する多くの謎を秘めたまま下巻へと続く。

### 下巻
何者かにユナを連れ去られその跡を追うヴァン。その先には〈火馬の民〉（アファル・オマ）の族長のオーファンが待っていた。彼もまたヴァンと同じく故郷を追われた身であり、もう一度故郷を取り戻すためにとヴァンに協力を求める。
同じ頃、ホッサルの一行は王幡領の山地氏族に捕らえられていた。山地氏族は自分達には無害と思われていた黒狼熱が自分たちにも牙を剥き始めたことに気付き、ホッサルに特効薬の製作を依頼するために連れ去ったのであった。
山地氏族の元にいたユナに辿り着いたヴァンは、岩牢の中でホッサルと出会う。
黒狼熱をめぐる陰謀、故郷を取り戻すために暴走しだした〈火馬の民〉、帝国に支配される前の国同士の関係性がヴァンやホッサルたちに絡みつく。

### 水底の橋
真那からの招きで、ホッサル、ミラル、マコウカンは安房那へと向かう。梨穂宇、兎季との出会いのあと、腹の底の見えぬ安房那領主と会う。その娘、亜々弥のもつ病の出血病に対する薬、アチルの問題もあったが、ホッサルたちは清心教医術の源流、花部へ行くことになる。
しかし、花部でホッサルはミラルの父、ラハルからミラルと結婚するのではなく、安房那領主からの梨穂宇との縁談の話を聞かされる。
安房那候、次期皇帝候補の由吏候、比羅宇候、諸侯の思惑に、ホッサルたちも巻き込まれていく。

## 登場人物
担当声優はラジオドラマ / 劇場アニメ版の順に表記。

### ヴァンとユナ
ガンサ=ヴァン
声 - 浅科准平 / 堤真一
本作の主人公。トガ山地のガンサ氏族の出。ピュイカ（飛鹿）を操り、故郷を守るために戦う「独角（どっかく）」という集団の頭。〈キンマの犬（黒狼熱を持つ犬）〉に噛まれながらも生き延びたことで様々な感覚が鋭くなり、〈キンマの犬〉を操れるようになるなどの変容を起こす。
戦いに敗れアカファ岩塩鉱で奴隷として働かされていたが、〈キンマの犬〉の群れが岩塩鉱を襲撃した際に噛まれつつも生き延びたヴァン以外の全員が死亡したことを契機に岩塩鉱からの逃亡を決意する。
同じく〈キンマの犬〉の群れの襲撃を受けていた岩塩鉱の外の建物で、噛まれながらも母親と思われる女に庇われて生き延びていた1-2歳の女の子を拾い、ユナと名付けた。
ユナと共にカザンを目指そうとする道中、岩塩鉱に向かう犬の群れをやり過ごした際に怪我をして動けなくなっていたトマと出会い、ピュイカの飼育に難儀しているというトマの誘いで彼の居住地であるオキ地方の盆地へと向かい、トマの氏族らと生活を共にするようになる。そこでピュイカの飼育法を指導するなどしながら冬を越し、健やかに育つユナと共に一時の平穏な生活を送る。翌年の冬に再度〈キンマの犬〉の群れと対峙するが、“自分がふたつに分かれた”感覚に衝き動かされるままこれを撃退し、それをきっかけに〈谺主（こだまぬし）〉に呼ばれてユナと共にヨミダの森へ赴く。辿り着いた岩屋をナッカという男に案内され、疲れを癒すために訪れた湯場で跡追いの女サエと会う。〈谺主〉スオッルと話し、犬の群れを撃退した際の”自分がふたつに分かれた“感覚が「裏返し（オッファ）」というものだと知る。その後、何者かの手により岩屋に侵入してきた〈キンマの犬〉の群れと対峙し、矢傷を負いながらもこれを追い払うが、その隙にナッカによりユナを連れ去られる。サエの助力もありナッカの足跡を追うが矢毒で倒れ、サエの介抱を受けつつサエがアカファ王の命で自分を追ってきた跡追いであると知るが、結局サエはヴァンを捕らえないまま姿を消す。疑心を抱きつつ、ヴァンを導くように残されたナッカの足跡と、それを追うように残されたサエの足跡を辿った先で〈火馬の民〉とその族長オーファンと出会う。そして彼に言われるがまま連れられた先にて義兄と再会し、オーファンの父である〈犬の王〉ケノイと会い、氏族が辿ってきた苦難を夢として見せられたことで一時はケノイの思いに同調する。半月ほどオーファンらと過ごし、ケノイに導かれるままケノイと共に〈キンマの犬〉と同化してムコニア軍を撃退するが、その後に東乎瑠軍をも攻撃しようとするケノイに離反。同じタイミングでケノイに矢を放った末に捕らえられ、殺されそうになったサエを助けて逃げ出す。サエの助力を得てナッカを追って見つけ、ユナの元に案内させたところでホッサルと出会う。ホッサルから黒狼熱のことを聞き、カザンの医院に赴きホッサルと再び会い協力することを約束し、サエ、ユナとオキに帰る旅をした。その後、約束通りカザンの医院でホッサルと再会した際にシカンの企みに気付き、姿を消したシカンを追ったが見つけられなかった。「玉眼来訪」という祭典で賑わうカザンの街をオーファンと〈キンマの犬〉を装った猟犬が襲撃したが、サエらと共にそれらを抑えるが傷を負う。その後、消えたシカンの狙いに気付き、自分が〈キンマの犬〉を率いて人の手の届かない領域に行けば黒狼熱を抑える事が出来ると考え、全てを捨てる覚悟をして〈キンマの犬〉をそれを率いた黒狼を連れて人の手の届かない森の奥へと消えていった。
ユナ
声 - 松崎優香 / 木村日翠
岩塩鉱でヴァンが拾った元気のいい幼子。ヴァンと同様に〈キンマの犬〉に噛まれ生き延びたことで変容しており、アッシミが光って見え、ヴァンがどこにいても見つけられる。
岩塩鉱をヴァンと共に抜け出しオキ地方の盆地でしばらくトマの氏族らと生活を共にして健やかに育ち、その後向かったヨミダの森でナッカに攫われる。ナッカの手によりユナの叔母の元に届けられ面倒を見てもらっていたが全く懐かずに手を焼かせていたところでホッサル一行と出会う。その後、ホッサルや黒狼熱を宿したダニに噛まれたことで発症したミラルらと共に岩牢に入れられていたところで、ナッカに案内されたヴァンと再会する。その後はヴァンやサエと行動を共にし、オキのトマの氏族らとも再会する。最後はサエ、トマ、智陀と共にピュイカに乗って、〈キンマの犬〉らを連れて森の奥に消えたヴァンを追った。

### オキ地方の民
旧アカファ王国の北部、山地や森、盆地からなる地域に住む民。トナカイ遊牧民や半牧半猟の民が住む。東乎瑠帝国が王国を服属させて以降は、帝国の辺境各地から入植者が移住させられている。
トマ
怪我をして動けなかったところをヴァンに助けられた青年。ヴァンとユナを居住地であるオキ地方へと誘い、氏族の暮らしに迎え入れる。ヴァンにピュイカの世話や乗り方を教わり、「玉眼来訪」に出場する。最後はユナの案内で消えたヴァンを追い、森の奥へと向かう。

### ユカタ平原民〈火馬の民〉
旧アカファ王国の南部にあるユカタ地方の3氏族のうち、平原部で主に火馬を育てていた騎馬民。ユカタ平原に入植してきた東乎瑠の農牧民との紛争の末に反乱を起こし、罰として平原を追放され、旧アカファの各地に離散した。
オーファン
声 - ― / 藤真秀
ヴァンが導かれた先で出会った〈火馬の民〉の族長。東乎瑠の民のみを殺す黒狼熱を宿した〈キンマの犬〉を「神の使い」と信仰している。故郷である「ユカタの野」へ帰る事を目的としており、そのためにヴァンを必要とし、ヴァンを義兄に会わせた。しかしヴァンが裏切り、ケノイが亡くなり、もはや手がなくなってもなお戦うことをやめずにシカンと手を組む。「玉眼来訪」を襲撃してヴァンを殺そうとした際に、サエの矢に射られ命を落とすが、ヴァンに手傷を負わせる。
ケノイ
〈火馬の民〉の元族長、犬の王。東乎瑠と戦う〈キンマの犬〉を率いていたがその最中命を落とす。

### 旧アカファ王朝の関係者
旧王国の主民族はアカファ人で、250年前にオタワル王国が滅亡するまではオタワルの被支配民族だった。アカファ王国は国としては東乎瑠に服属した一方、体制は事実上存続し、王国に服属していた各地方民などとの関係性が続いている。
アカファ王
声 - ― / 玄田哲章
アカファ王国の王。東乎瑠に服属している。
トゥーリム
声 - ― / 安原義人
アカファ王の懐刀。王国の主財源の1つである岩塩鉱の管理や、王国内の各辺境民との交渉役などを歴任してきた「生き字引」。

### モルファ
代々のアカファ王に仕えてきた”狩人”（密偵）の氏族で、「アカファ王の網」とも呼ばれる。オキ地方のやや南東にある森林地帯にあるモルファの郷に暮らしている。
サエ
声 - ― / 杏
跡追い狩人マルジの娘。アカファ王とホッサルからヴァンの跡追いを命じられる。跡追いの最中、同行していたマコウカンとはぐれて怪我を負い、助けてくれたオキの民に〈谺主〉のもとへ連れて行かれ、それ以来、湯治のためにたびたびヨミダの森へ足を運ぶ。オキで過ごすヴァンのことも見つけており、気付かれぬよう距離をとって監視を続ける。ヴァンが〈谺主〉に呼ばれた際はヨミダの森に先回りをして、湯場でヴァンと接触する。その後は襲撃者の矢毒に倒れたヴァンを助け、ユナの元へと続く手がかりを残す。オーファンら〈火馬の民〉とムコニア、東乎瑠の戦いの際、ケノイに矢を放ってオーファンに殺されそうになったところを間一髪ヴァンに助けられる。その後はヴァンにことの次第を打ち明け、ユナを攫ったナッカを追う手助けをする。いつしかヴァンとは互いに想い合うようになり、最後は森の奥に消えたヴァンを追った。

### ヨミダの森
旧アカファ王国内の山岳地帯にある溶岩洞窟を持つ森。温泉が湧き、湯治場として知られる。
スオッル
声 - 佐藤充 / ―
〈谺主〉。ワタリガラスに魂を乗せて飛ぶヨミダの森に住む老人。ヴァンに裏返りや黒狼熱についての助言をする。

### オタワル聖領の関係者
オタワル人はかつて数千年にわたって、旧アカファ王国領を含む一帯を支配していた「オタワル王国」の主民族で、高度な学問と技術を有して繁栄していたが、250年前に首都で黒狼熱が大流行して多数の死者を出し、王国は民ごと首都を封鎖・放棄して滅亡した。その末裔はアカファ南方の盆地に「オタワル聖領」を構え、東乎瑠に服属しつつ、優れた学問と技術力で各地に人材を輩出することにより生きのびている。
ホッサル=ユグラウル
声 - 鈴村健一 / 竹内涼真
本作のもう一人の主人公。高名な医術師である祖父リムエッルの薫陶を受け、東乎瑠帝国の支配階層に名を轟かせる医術師。
〈キンマの犬〉の襲撃による謎の病の原因究明のため岩塩鉱へ向かう。岩塩鉱を訪れた際に最初に黒狼熱の可能性と逃亡奴隷のヴァンが噛まれて尚生きていることを指摘する。そこで跡追いのサエにヴァンの追跡を頼む。
御前鷹ノ儀に参加した時、〈キンマの犬〉の襲撃に遭遇しその後の治療に奔走。またアカファ王にジカルの狩猟用の館を施療院にすることを進言する。発生原因を探る為東乎瑠の移民が住む街へ向かう途中またも〈キンマの犬〉に襲われた末、捕らえられる。そこで〈キンマの犬〉を使ったトゥーリムらに病を収めて欲しいと頼まれる。そこでユナと出会う。しばらく黒狼熱を調査している内に従者のミラルが発病し治療に当たる中で偶然遭遇したナッカに薬を持ってくるよう指示すると薬とともに連れてきたヴァンとの対面を果たす。ヴァンが黒狼熱に罹らない理由の説明をするとヴァンの血液サンプルを手に入れる。カザンの医院でヴァンと再会を果たすと今度は祖父であるリムエッルの元を訪れ祖父の口からシカンに手を貸したと証言を聞く。そこでリムエッルから重ねてオタワル医術の危機を聞かされる。その後二度目のシカンの襲撃の後に噛まれた者たちの治療に当たる。
マコウカン
声 - 西村健志 / 櫻井トオル
〈奥仕え〉の家系にありながら闘技場の賭け闘士として戦う日々を送っていく中で重傷を負ったところをホッサルに助けられ以後従者となる。岩塩鉱に向かうホッサルに同行しその後ホッサルが頼んだサエの跡追いにも同行するがサエを見失い死んだと思いこむ。それからは絶えずホッサルに同行するが発生原因を探るため東乎瑠の移民が住む街へ向かう最中山犬に襲われ、立ち向かうも吹き矢を受け、ホッサル共々攫われる。そこでマコウカンの姉と再会を果たす。その後調査する中でユナと遭遇し気に入られる。そしてヴァンがホッサルと合う時にはサエにタッツリ(睡眠薬)を盛られ眠らされる。事あるごとに災難な目に合いながらもホッサルの従者として尽力する。
ミラル=オイ
声 - 青野早恵 / ―
ホッサルの助手。オタワル人。ホッサルと共に施療院で治療に励む。ホッサルと偽ったトゥーリムに呼ばれて〈火馬の民〉の元に訪れる。身分の違うホッサルのことを慕っている。その後調査を続ける中でユナと遭遇し気に入られる。黒狼熱を持ったダニに噛まれ黒狼熱にかかるがホッサルの治療の末回復する。
イリア
マコウカンの姉でオタワルの〈奥〉に仕えてきたシノック家の家業を継いだチイハナに火馬の民を探ることを命じられている。山犬の襲撃を企てた側の人間で、オタワル聖域の（奥）を裏切っていた。
リムエッル=ユグラウル
ホッサルの祖父。高名なオタワル医術師で皇帝の愛妃を救ったことがある。施療院に赴きホッサルと共にスルミナと緒利武の治療に当たる。しかしシカンとキンマの犬を裏で操っていた張本人である。『水底の橋』でもオタワル医術を護るため裏で策謀に絡んでいる。
トマソル
ホッサルの義兄（ホッサルの異母姉の夫）で、オタワル深学院の生類院（生物を研究する機関）の院長。オタワル聖領付近で黒狼の調査をシカンと共にした。
ホッサルとヴァンがシカンを疑ったおりにはシカンの事情を知っていたため庇ったがヴァンとホッサルの説得の末にシカンのことを話す。
シカン
声 - ― / 日野聡
トマソルの助手。〈火馬の民〉の出身。肉親を惨殺された過去を持つ。トマソルの助手をしながらリムエッルの指示で〈キンマの犬〉を率いることのできる黒狼を育てる。ケノイの死後オーファンと手を組み玉眼来訪を襲撃するも失敗、その後は黒狼と〈キンマの犬〉を使って〈玉眼〉を襲撃すると見せかけて自分を裏切ったマルジら〈モルフォ〉を襲撃する。最後はマルジの息子たちに殺されたが、その際に黒狼に〈キンマの犬〉を野に放つ指示を遺す。

### 東乎瑠（ツオル）帝国
アカファの東にある巨大帝国。周辺各国を支配下に置いており、旧アカファ王国はその版図の最西端にあたる。
那多瑠（ナタル）
東乎瑠帝国の皇帝。自身の皇妃が、オタワル医術師のリムエッルとホッサルによって救われたため、オタワル医術を庇護し重用している。
『水底の橋』開始時点では、自身の後継として弟の由吏（ゆり）候と娘婿である比羅宇（ひらう）候を推挙していた。
王幡候（おうはんこう）
東乎瑠帝国が旧アカファ王国の地に設置した属領「王幡領」の領主。したたかな老人。ホッサルの治療で命を救われたことがあり、領都カザンにホッサルが医院を構えることを許した。
迂多瑠（ウタル）
声 - ― / 青山穣
王幡候の長男。傲慢で強引な男。
与多瑠（ヨタル）
声 - ― / 阿部敦
王幡候の次男。理知的な性格。迂多瑠とは異母兄弟。妻のスルミナはアカファ王の姪で、息子の緒利武（オリム）はアカファ人と東乎瑠人の混血。ホッサルを信頼し、東乎瑠人では珍しく現地有力者との交流を重視している。
呂那（ロナ）
王幡領の祭司医（清心教に基づく伝統医学を行う医師）の長。かつて王幡候の病気を誤診し、代わりにホッサルが王幡候を救って以降、ホッサルの行動を黙認している。
安房那候（あわなこう）
清心教祭司医の上師で安房那領主。名は羽羅那（はらな）。リムエッルとともに、長女の梨穂宇（りほう）の縁談を画策する。『水底の橋』でのキーパーソンの一人。
真那（まな）
安房那候の次男で、下位の清心教祭司医。ホッサルの弟子的な存在でもある。

## 用語
飛鹿（ピュイカ）
鹿の一種。トナカイよりも気性が荒く飼いにくいが、一度絆を結ぶと人の言うことを生涯よく聞くようになる。トガ山地民が家畜としている。高く飛び跳ね、断崖を下れるなど、山では馬よりも行動しやすく、「独角」が東乎瑠の軍勢を翻弄した原動力となった。
黒狼
黒く美しい毛並みを持つ狼。250年前にオタワル王国を滅ぼした「黒狼熱（ミッツァル）」の病素の宿主と考えられている。
半仔（ロチャイ）
黒狼と山犬（オッサム）の交雑種。大半の民族には忌避される存在だが、〈火馬の民〉においては優秀な猟犬とされ、彼らの神の名をとって〈キンマの犬〉と呼ばれる。
火馬
ユカタ平原の牧畜民〈火馬の民〉に飼育されていた固有種の馬。軍馬としても優れ、旧アカファ王国の騎馬軍団を支えていた。東乎瑠によって〈火馬の民〉が平原を追放されてからは強い馬が育たなくなってきている。

### 黒狼熱（ミッツァル）について
元々の黒狼熱
病素はアカファ王国やその近辺に生息するダニが持っており、飛鹿、火馬、トナカイなどは生息地に生える地衣類を食べていたことから、体内に黒狼熱への免疫を持っていた。また、アカファ王国民や各山地民は飛鹿、火馬、トナカイなどの乳製品を普段から口にしていたことから、黒狼熱への免疫をもっていた。オタワル王国にはそのダニが生息しておらず、東乎瑠帝国は宗教上の理由で乳製品を口にしないため、免疫を持っていなかった。
東乎瑠帝国の侵略と毒麦事件
東乎瑠人の入植により、各地で東乎瑠人が口にする黒麦が栽培され始めた。東乎瑠人が持ち込んだ黒麦と、古くからその土地で〈火馬の民〉が栽培しているアカファ麦が自然交配された結果、新しいアカファ麦は毒穂がつきやすい毒麦となった。毒麦とは知らずに毒麦を食べた火馬が死んだうえ、これが毒麦事件に発展するが、その中には毒麦を食べても死なない火馬や羊がいた。
〈火馬の民〉の風習と〈キンマの犬〉
山犬と黒狼をつがわせ、半仔である〈キンマの犬〉が生まれた。〈火馬の民〉は火馬や羊が病んで死んだとき、塚に埋めてその肉を掘り出して母犬に食べさせる（獣の体内に生じた抗体や病素を接種させ、強い子犬を産ませるため）。火馬は黒狼熱への免疫を持っており、その肉を食べた母犬から産まれた子犬もまた免疫を持っている。毒麦を食べても死ななかった火馬や羊が他の病で死んだときも同様に母犬に食べさせ、このときに生まれた子犬は黒狼熱と免疫、毒麦の毒と免疫の両方を得た。また、この子犬は賢く育ちが早く、新しい〈キンマの犬〉となった。
アカファ人の食生活の変化
東乎瑠帝国の入植によってトナカイの乳を入手しにくくなった結果、アカファ人の黒狼熱への免疫が薄くなってきている。
新しい黒狼熱
新しい〈キンマの犬〉によって元々の黒狼熱と毒麦の毒が合わさり、新しい黒狼熱が生まれた。元々免疫をもっていたヴァンたちに変化が訪れたのは、新しい黒狼熱による影響である。アカファ人は黒狼熱に罹らないはずであったが、免疫が弱まり黒狼熱も強力化したことから、アカファ人にも感染するようになった。

## 既刊一覧

### 小説

#### 単行本
- 上橋菜穂子、KADOKAWA、全3巻
  1. 『鹿の王 上 生き残った者』2014年9月25日初版発行（同日発売[4]）、ISBN 978-4-04-101888-0
  2. 『鹿の王 下 還って行く者』2014年9月25日初版発行（同日発売[5]）、ISBN 978-4-04-101889-7
  3. 『鹿の王 水底の橋』2019年3月27日発売[6]、ISBN 978-4-04-107118-2

#### 角川文庫
- 上橋菜穂子、KADOKAWA〈角川文庫〉、全5巻
  1. 『鹿の王 1』2017年6月17日発売[7]、ISBN 978-4-04-105489-5
  2. 『鹿の王 2』2017年6月17日発売[8]、ISBN 978-4-04-105508-3
  3. 『鹿の王 3』2017年7月25日発売[9]、ISBN 978-4-04-105509-0
  4. 『鹿の王 4』2017年7月25日発売[10]、ISBN 978-4-04-105510-6
  5. 『鹿の王 水底の橋』2020年6月12日発売[11]、ISBN 978-4-04-109292-7

#### 角川つばさ文庫
- 上橋菜穂子（著） / HACCAN（イラスト）、KADOKAWA〈角川つばさ文庫〉、既刊4巻（2020年8月7日現在）
  1. 『鹿の王 1』2018年12月15日発売[12]、ISBN 978-4-04-631833-6
  2. 『鹿の王 2』2019年2月15日発売[13]、ISBN 978-4-04-631834-3
  3. 『鹿の王 3』2020年5月13日発売[14]、ISBN 978-4-04-631835-0
  4. 『鹿の王 4』2020年8月7日発売[15]、ISBN 978-4-04-631836-7

### 漫画
- 上橋菜穂子（原作） / 関口太郎（作画） 『鹿の王 ユナと約束の旅』 KADOKAWA〈角川コミックス・エース〉、全2巻
  1. 「上」2021年9月10日発売[16]、ISBN 978-4-04-111811-5
  2. 「下」2022年3月10日発売[17]、ISBN 978-4-04-111812-2

## 受賞歴
- 2015年本屋大賞[18]
- 第4回日本医療小説大賞[19]

## ラジオドラマ
2014年9月25日に上巻『生き残った者』のラジオドラマ版が「新刊ラジオ」第1737回として配信を開始。

## 劇場アニメ
『鹿の王 ユナと約束の旅』（しかのおう ユナとやくそくのたび）のタイトルで2022年2月4日公開。アニメーション制作はProduction I.G。
2021年7月20日、関口太郎が同月下旬に『ヤングエースUP』にて映画を漫画化することをTwitterで発表した。